# 陈世美 (虚构人物)
陈世美是中國戲曲中的負面角色，在中国文化中成為负心男人的代名词。
成书于明万历二十二年的《增像包龙图判百家公案》（一名《包公案》）即有陈世美的故事，其子女名字也和传统戏剧中的一样。

## 影視
- 秦香蓮 (電視劇)
- 小戏骨：包青天之秦香莲与陈世美
- 包青天再起風雲
- 包青天 (1993年電視劇)